# Chaetopodella cursoni
Chaetopodella cursoni är en tvåvingeart som först beskrevs av Richards 1939.  Chaetopodella cursoni ingår i släktet Chaetopodella och familjen hoppflugor. Inga underarter finns listade i Catalogue of Life.